# Snårvindesläktet
Snårvindesläktet (Calystegia) är ett växtsläkte i familjen vindeväxter med cirka 25 arter. De flesta förekommer i tempererade områden och nästan hälften av arterna förekommer i Kalifornien.

## Bildgalleri

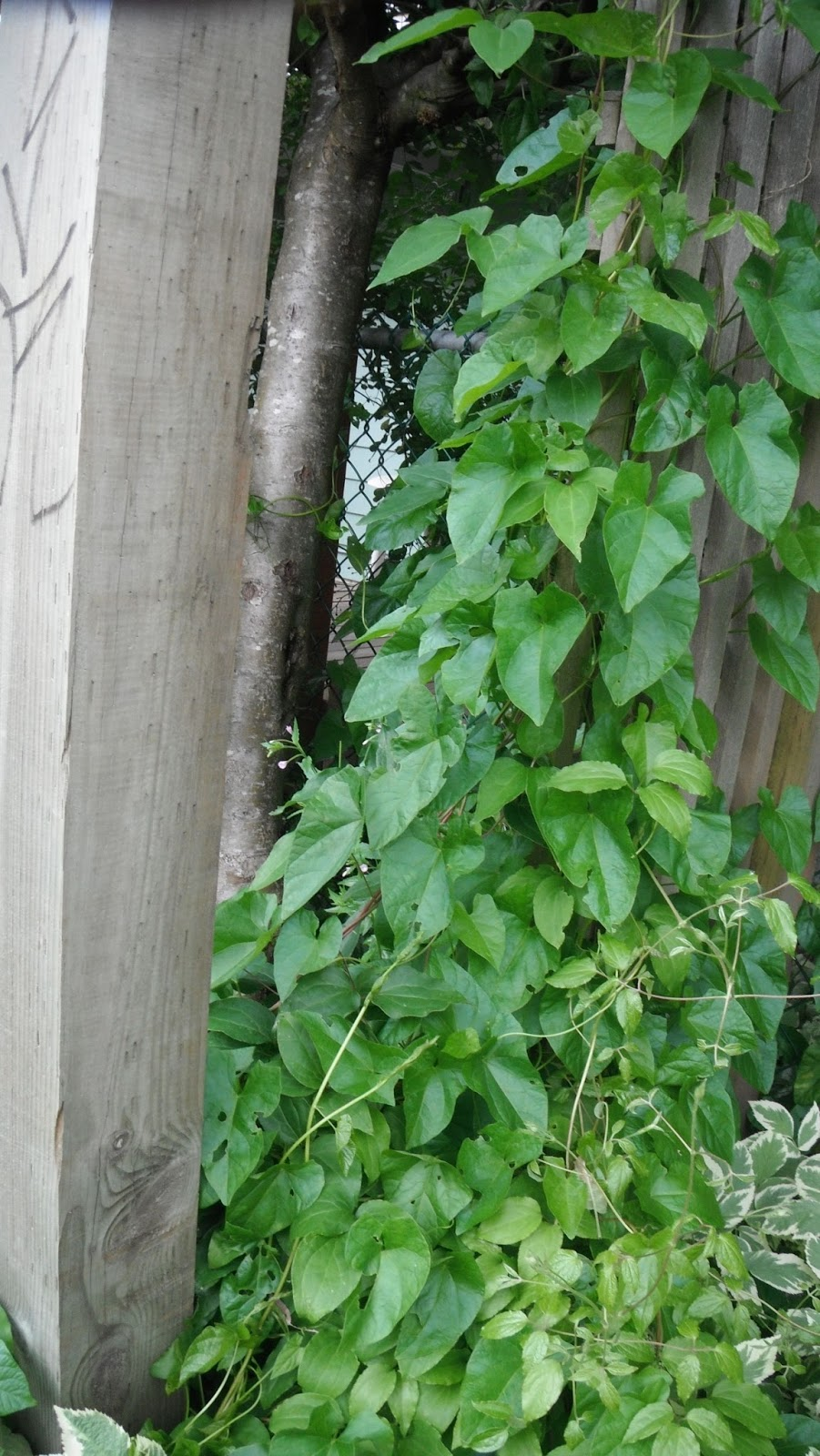
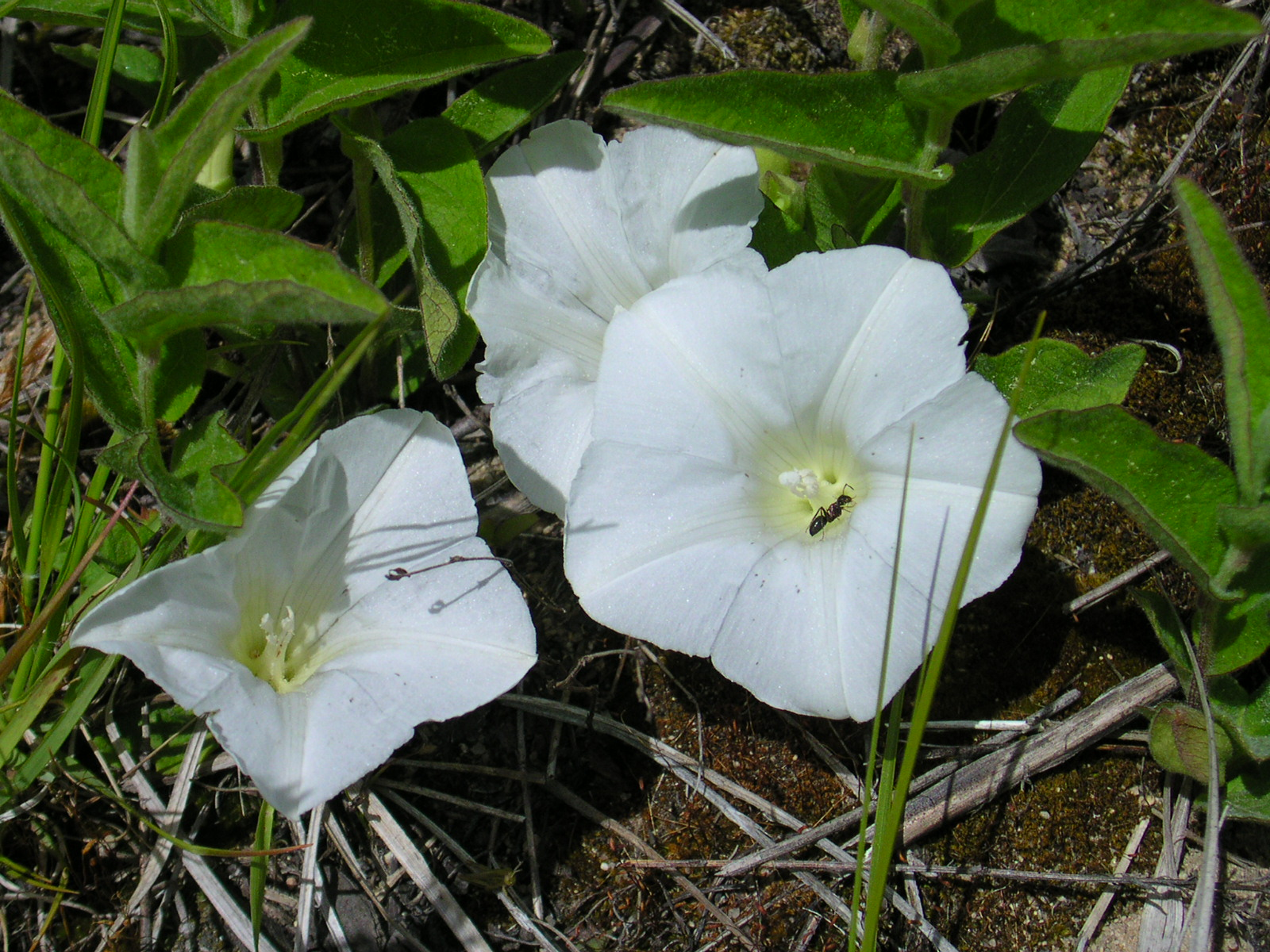
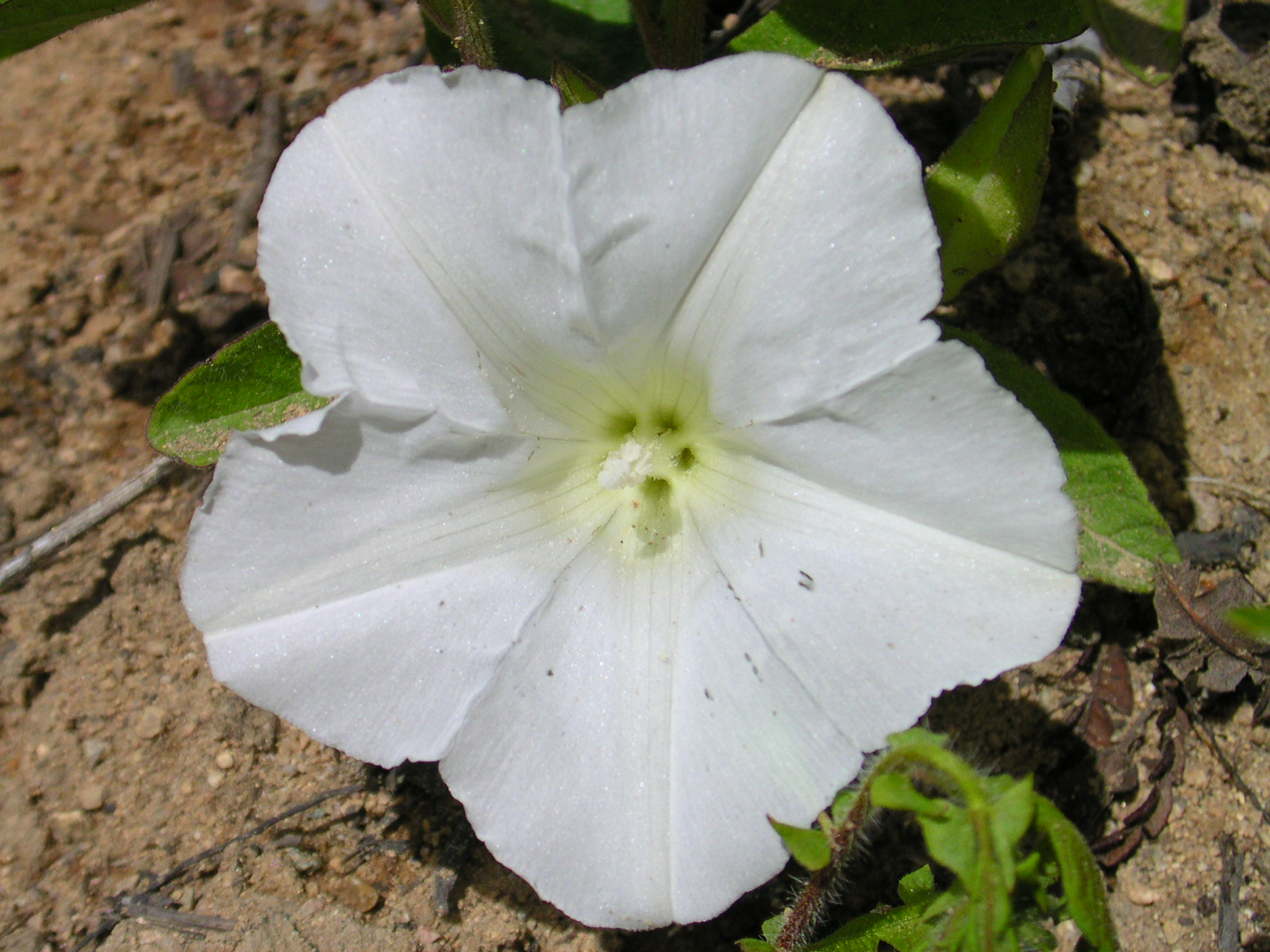
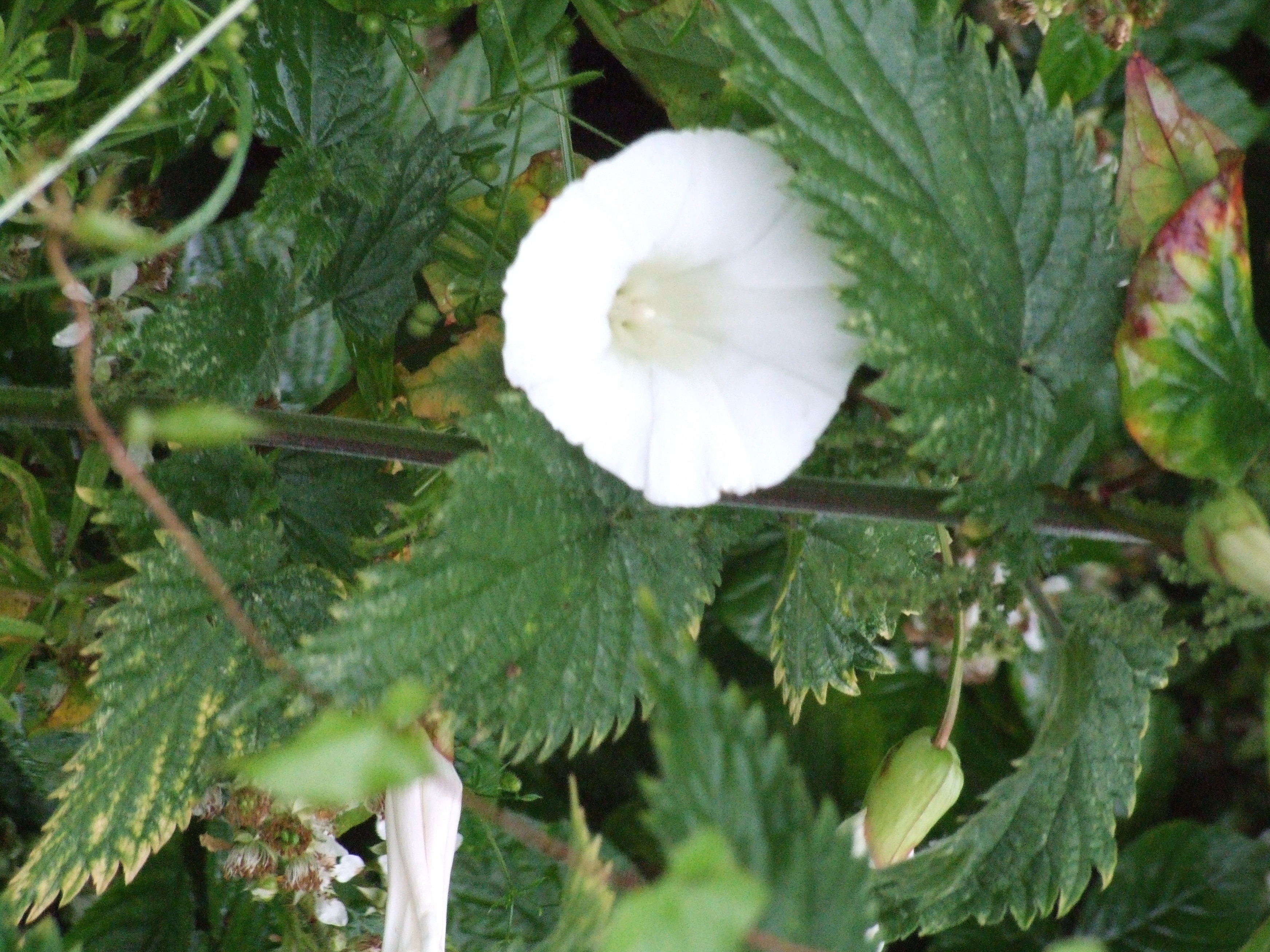
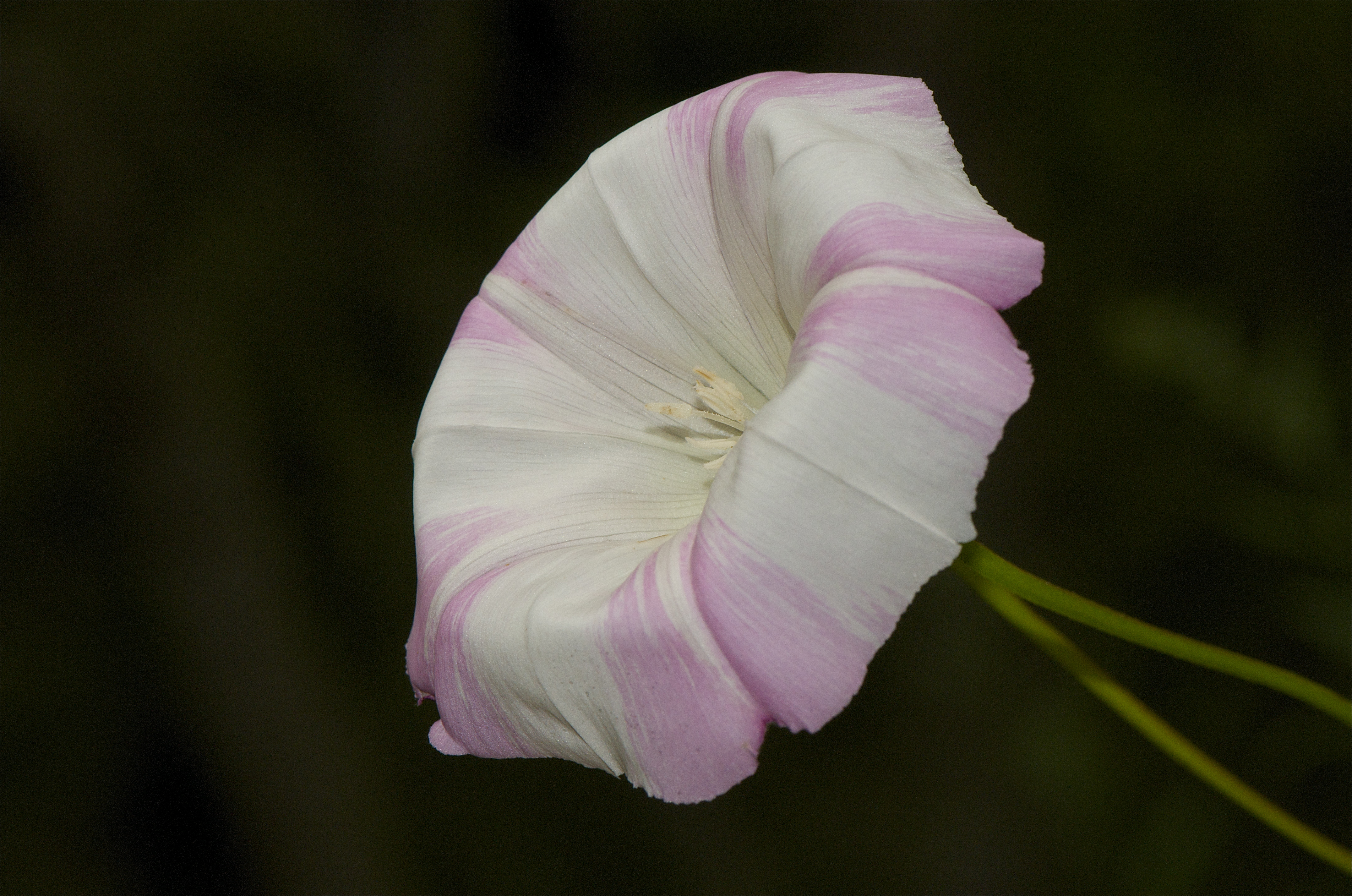
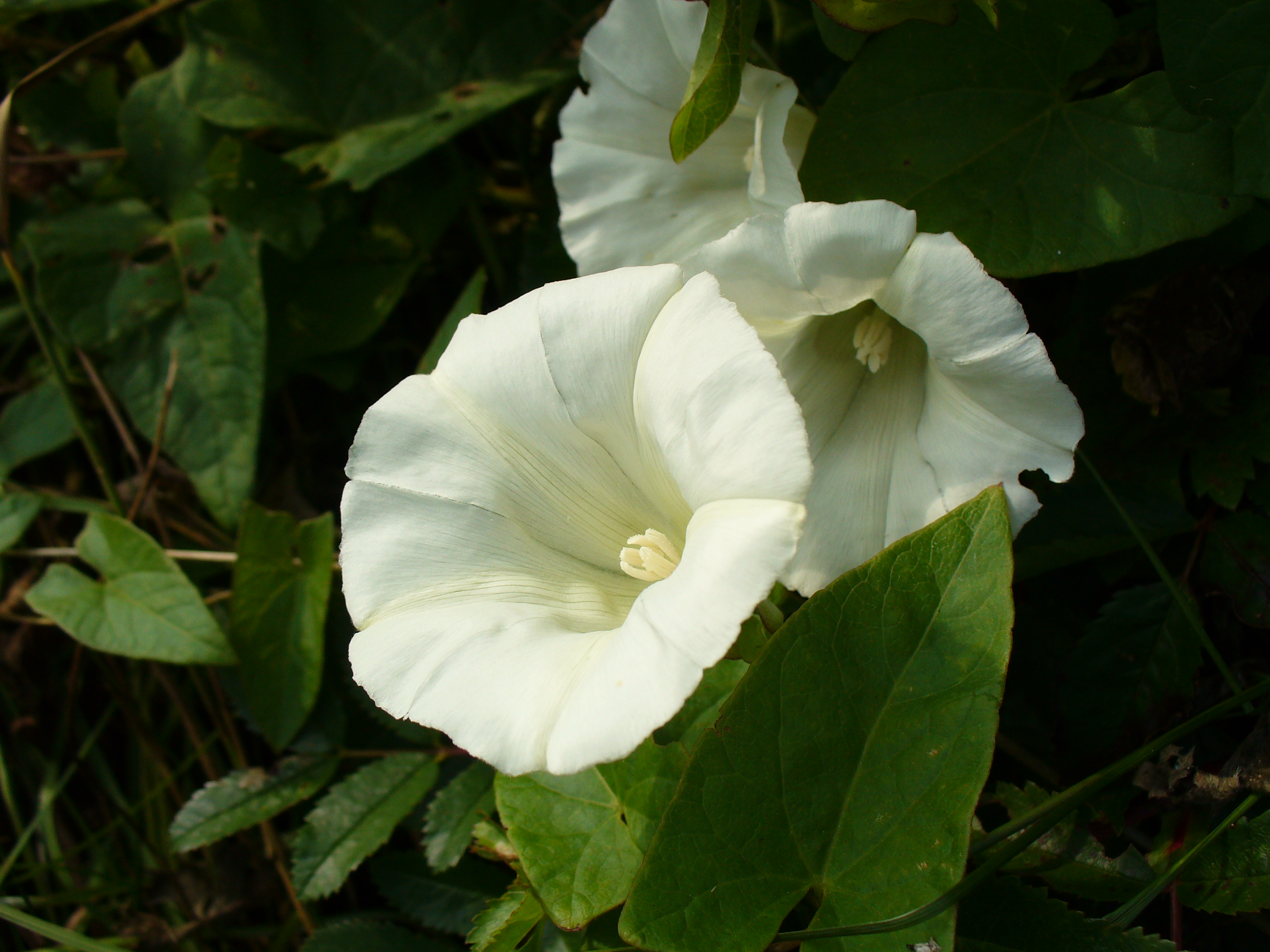

## Dottertaxa till Snårvindor, i alfabetisk ordning[1]
- Calystegia affinis
- Calystegia amurensis
- Calystegia atriplicifolia
- Calystegia brummittii
- Calystegia catesbeiana
- Calystegia collina
- Calystegia felix
- Calystegia hederacea
- Calystegia howittiorum
- Calystegia longipes
- Calystegia lucana
- Calystegia macounii
- Calystegia macrostegia
- Calystegia malacophylla
- Calystegia marginata
- Calystegia melnikovae
- Calystegia occidentalis
- Calystegia peirsonii
- Calystegia pellita
- Calystegia pubescens
- Calystegia pulchra
- Calystegia purpurata
- Calystegia scania
- Calystegia sepium
- Calystegia silvatica
- Calystegia soldanella
- Calystegia spithamaea
- Calystegia stebbinsii
- Calystegia subacaulis
- Calystegia subvolubilis
- Calystegia tuguriorum